# Zbigniew Twerd
Zbigniew Twerd, ps. Żarski (ur. 25 sierpnia 1932 w Zurnie, woj. wołyńskie) – polski pułkownik, funkcjonariusz służby bezpieczeństwa, kierownik Grupy Operacyjnej „Wisła” MSW w Moskwie.

## Życiorys
Syn Rościsława i Petroneli. Funkcjonariusz resortu spraw wewnętrznych, pełniący m.in. funkcje st. oficera operacyjnego, inspektora, st. inspektora, zastępcy naczelnika, naczelnika wydziału w Departamencie II, zastępcy dyrektora w Departamencie I, zastępcy dyrektora w Departamencie II MSW (1963–1990). 
W okresie 1 marca 1965 – 5 maja 1966 był delegowany do prac Międzynarodowej Komisji Kontroli i Nadzoru w Indochinach. W okresie 1 lipca 1986 – 1 czerwca 1990 był kierownikiem Grupy Operacyjnej „Wisła” w Moskwie, przebywając na etacie niejawnym zastępcy dyrektora Departamentu II MSW.